# Ulak Kembang
Ulak Kembang is een bestuurslaag in het regentschap Musi Banyuasin van de provincie Zuid-Sumatra, Indonesië. Ulak Kembang telt 636 inwoners (volkstelling 2010).